# Хардин, Владимир Николаевич
Владимир Николаевич Хардин (1850, село Сколково Самарского уезда—1921) — российский медик, психиатр, статский советник, первый директор тво́рковской психиатрической больницы, затем — директор самарской психиатрической больницы. Брат известного юриста А. Н. Хардина, сыгравшего заметную роль в судьбе В. И. Ленина.

## Биография
Окончил Первую мужскую гимназию в Казани, затем поступил в Российскую военно-медицинскую академию в Санкт-Петербурге, которую окончил в 1874 году.
Хотел остаться на службе в столице, но был заподозрен в связях с революционно настроенными лицами и вынужден был переехать в Самару, где устроился врачом в земскую больницу (ныне Самарская городская клиническая больница имени Н. И. Пирогова). С 1878 г. заведовал отделением для душевнобольных.
15 апреля 1879 года вместе с Аполлоном Жемчужниковым был подвергнут обыску и привлечён к дознанию по делу о пребывании в Самарской губернии А. К. Соловьёва. С 8 октября 1880 года находился под негласным надзором полиции вследствие политический неблагонадёжности.
В 1884 году представил губернской земской управе свой план строительства отдельной лечебницы для душевнобольных, который был принят; открытие больницы состоялось 27 ноября 1888 года. В 1886 году вместе с врачом В. А. Паршенским ездил во Францию, где у Луи Пастера изучал методы лечения водобоязни.
В 1891—1904 годы был первым директором Тво́рковской психиатрической лечебницы в Варшавской губернии. С 1904 года работал в Вилейке.
В 1911—1918 годы — директор самарской психиатрической больницы; в годы гражданской войны был арестован ЧК за принадлежность к партии кадетов; освобождён по личному ходатайству В. В. Куйбышева.
Скончался 15 декабря 1920 года в Самаре.
В самарской губернской газете «Коммуна» (1920, 17 декабря, № 603, с. 2) значится: «15 декабря на своем служебном посту в Томашевом Колке скончался известный в Самаре доктор-психиатр Влад. Никол. Хардин. Похороны состоятся 17 декабря утром в Томашевом Колке».

### Семья
Отец — Николай Николаевич Хардин (1803—1868); мать — Елизавета Николаевна, урождённая Струкова. Брат — Андрей Хардин.
Жена — Мария Николаевна (1857—1919); дети:
- Николай (1885—1967),
- Владимир.

## Научная деятельность
В 1885 году защитил диссертацию на степень доктора медицины:
- Хардин В. Н. О послеугарных нервных заболеваниях и об изменениях в нервных центрах при отравлении окисью углерода : Дис. на степ. д-ра мед. — СПб. : тип. инж. Ю. Н. Эрлих, 1885. — 89 с.[11]